# الغمب (صور)
الغمب منطقة سكنية تقع في ولاية صور، التابعة لمحافظة جنوب الشرقية في سلطنة عمان. يقدر عدد سكانها بـ 8 نسمة حسب إحصاء عام 2010 التابع للمركز الوطني للإحصاء والمعلومات الحكومي. رمز المنطقة هو 80140440.

## الوصلات الخارجية
- المركز الوطني للإحصاء والمعلومات، سلطنة عمان